# جوليجا الساك
جوليجا الساك أعلى دوري كرة قدم في منطقة الألزاس (الألمانية: Elsaß، الإملاء القديم لإلساس) من 1940 إلى 1945. أعاد النازيون تنظيم المنطقة الإدارية وأصبح الألزاس جزءًا من منطقة غاو بادن إلساك.

## نظرة عامة
تم تقديم الدوري من قبل المكتب الرياضي النازي في عام 1940، بعد الهزيمة الفرنسية والضم الألماني لمنطقة الألزاس. كانت منطقة الألزاس متنازع عليها تقليديًا بين البلدين وكانت جزءًا من الإمبراطورية الألمانية من عام 1871 إلى عام 1918، حيث لعبت أندية كرة القدم في نظام الدوري الألماني في ذلك الوقت.
بعد تحرير المنطقة بالكامل من قبل قوات الحلفاء، واستعادة ستراسبورج في 22 نوفمبر 1944، عادت الألزاس وأندية كرة القدم إلى فرنسا مع أفضل نادٍ، سي آر ستراسبورج، حيث عاود دخول دوري الدرجة الأولى الفرنسي عام 1945.

## الأعضاء المؤسسين للدوري
تم تقسيم الأعضاء المؤسسين الستة عشر في عام 1940 إلى مجموعتين. جاءت جميع الأندية من نظام الدوري الفرنسي وما زالت نشطة اعتبارا من عام 2008، ما لم ينص على خلاف ذلك:  

## الفائزين والمركز الثاني في الدوري
الفائزون والوصيف في الدوري: 
| الموسم  | الفائز                 | المركز الثاني          |
| ------- | ---------------------- | ---------------------- |
| 1940–41 | FC Mülhausen 93        | Rasen SC Straßburg     |
| 1941–42 | سان جرمان SS ستراسبورغ | Rasen SC Straßburg     |
| 1942–43 | FC Mülhausen 93        | Rasen SC Straßburg     |
| 1943–44 | FC Mülhausen 93        | سان جرمان SS ستراسبورغ |